# Dannemoine
Dannemoine és un municipi francès, situat al departament del Yonne i a la regió de Borgonya - Franc Comtat. L'any 2007 tenia 426 habitants.

## Demografia

### Població
El 2007 la població de fet de Dannemoine era de 426 persones. Hi havia 176 famílies, de les quals 40 eren unipersonals (20 homes vivint sols i 20 dones vivint soles), 60 parelles sense fills, 52 parelles amb fills i 24 famílies monoparentals amb fills.
La població ha evolucionat segons el següent gràfic:
Habitants censats

### Habitatges
El 2007 hi havia 221 habitatges, 175 eren l'habitatge principal de la família, 33 eren segones residències i 14 estaven desocupats. 218 eren cases i 3 eren apartaments. Dels 175 habitatges principals, 144 estaven ocupats pels seus propietaris, 26 estaven llogats i ocupats pels llogaters i 5 estaven cedits a títol gratuït; 1 tenia una cambra, 14 en tenien dues, 22 en tenien tres, 49 en tenien quatre i 89 en tenien cinc o més. 120 habitatges disposaven pel capbaix d'una plaça de pàrquing. A 78 habitatges hi havia un automòbil i a 82 n'hi havia dos o més.

### Piràmide de població
La piràmide de població per edats i sexe el 2009 era:
| Homes | Edats   | Dones |
| ----- | ------- | ----- |
| 0     | 95 o +  | 0     |
| 0     | 90 a 94 | 0     |
| 4     | 85 a 89 | 8     |
| 0     | 80 a 84 | 8     |
| 16    | 75 a 79 | 8     |
| 4     | 70 a 74 | 8     |
| 16    | 65 a 69 | 12    |
| 8     | 60 a 64 | 4     |
| 8     | 55 a 59 | 0     |
| 12    | 50 a 54 | 12    |
| 8     | 45 a 49 | 8     |
| 20    | 40 a 44 | 16    |
| 12    | 35 a 39 | 20    |
| 12    | 30 a 34 | 12    |
| 24    | 25 a 29 | 16    |
| 8     | 20 a 24 | 4     |
| 4     | 15 a 19 | 12    |
| 20    | 10 a 14 | 16    |
| 16    | 5 a 9   | 16    |
| 12    | 0 a 4   | 16    |

## Economia
El 2007 la població en edat de treballar era de 269 persones, 197 eren actives i 72 eren inactives. De les 197 persones actives 190 estaven ocupades (97 homes i 93 dones) i 7 estaven aturades (4 homes i 3 dones). De les 72 persones inactives 33 estaven jubilades, 22 estaven estudiant i 17 estaven classificades com a «altres inactius».

### Ingressos
El 2009 a Dannemoine hi havia 188 unitats fiscals que integraven 466,5 persones, la mediana anual d'ingressos fiscals per persona era de 18.775 €.

### Activitats econòmiques
Dels 15 establiments que hi havia el 2007, 1 era d'una empresa extractiva, 3 d'empreses de construcció, 2 d'empreses de comerç i reparació d'automòbils, 2 d'empreses de transport, 2 d'empreses d'hostatgeria i restauració, 1 d'una empresa d'informació i comunicació, 2 d'empreses immobiliàries i 2 d'empreses de serveis.
Dels 3 establiments de servei als particulars que hi havia el 2009, 1 era una oficina de correu, 1 paleta i 1 fusteria.
L'any 2000 a Dannemoine hi havia 4 explotacions agrícoles que ocupaven un total de 488 hectàrees.

## Equipaments sanitaris i escolars
El 2009 hi havia una escola elemental integrada dins d'un grup escolar amb les comunes properes formant una escola dispersa.

## Poblacions més properes
El següent diagrama mostra les poblacions més properes.